# Международная ассоциация маячных служб
Международная ассоциация маячных служб (сокр. — МАМС; полн. назв. — Международная ассоциация морских средств навигации и маячных служб) (англ. International Association Lighthouse Authorities; сокр. — IALA; полн. назв. — International Association of Marine Aids to Navigation and Lighthouse Authorities) — неправительственная организация, учрежденная в 1957 году для развития сотрудничества между маячными службами различных стран, обмена информацией, оказания им технической и организационной помощи. Членами МАМС являются около 100 национальных служб и других организаций. Штаб-квартира — в Сен-Жермен-ан-Ле (Франция). В МАМС — три вида членства: национальный, ассоциированный, индустриальный.

## История возникновения
Создание Международной ассоциации маячных служб (МАМС) было связано с развитием Службы движения судов (СДС; англ. — Vessel Traffic Service). Вопрос о её создании возник в 1955 году, когда впервые обсуждалась возможность применения береговых радарных установок и ОВЧ радиотелефонной связи для обеспечения безопасности мореплавания.

## Цель МАМС
Цель МАМС — объединение национальных морских навигационно-гидрографические служб, производителей средств навигационного оборудования, экспертов, специалистов от научных и учебных заведений из всех регионов мира, предоставление им возможности обмена знаниями, достижениями и опытом.

## Основные руководящие органы МАМС
- Руководящим органом МАМС является Совет МАМС. Включает 21 избираемых членов и трёх не избираемых. Совет МАМС избирается национальными членами МАМС на Генеральной ассамблее МАМС. Собирается два раза в год.
- Генеральная ассамблея МАМС собирается раз в 4 года при участии всех членов МАМС, имеющих право избрания своих членов в Совет МАМС. Ассамблея рассматривает вопросы формирования политики МАМС, внесения изменений в Конституции МАМС[1].

## Основные технические органы МАМС
- Комитет по управлению средствами навигационного обеспечения (The Aids to Navigation Management Committee)
- Комитет по инженерии, окружающей среде и сохранению (The Engineering, Environmental and Preservation Committee)
- Комитет по средствам электронной навигации (The e-NAV Committee)
- Комитет по службам управления движением судов (The Vessel Traffic Service Committee)
- Консультативная группа (Policy Advisory Panel, PAP)[1]

## Функции МАМС
- Сокращение аварий на море
- Повышение безопасности жизни и имущества на море
- Защита морской среды
- Поощрение сотрудничества между странами в области навигации
- Оказания помощи развивающимся странам в создании средств навигационных сетей
- Анализ услуг, предоставляемых Службами управления движением судов (VTS) и навигационных услуг для судоходства
- Рассмотрение международных правил, касающихся действующих практик и требований судоходства
- Рассмотрение новых технологических разработок, которые способны повысить эффективность вспомогательных средств для навигационных услуг или снизить стоимость предоставления услуг
- Предоставление подробной информации для служб навигации
- Изучение способов введения новых и усовершенствованных методов управления рисками для оказания помощи в определении оптимального расположения средств навигационного оборудования на водных путях
- Разработка и издание рекомендаций, руководств, других документов в области навигации[1]

## Россия в МАМС
Российскую Федерацию в МАМС представляет Министерство обороны, отвечающее, в частности, за поддержание навигационной безопасности общего мореплавания. Членство осуществляет Управление навигации и океанографии Минобороны.